# Елмвуд Джаєнтс
Е́лмвуд Джа́єнтс (англ. Elmwood Giants — у перекладі: «елмвудські гіганти») — заснована в 1903 бейсбольна команда Манітобських нижчих ліг, гравці якої визначалися осягненням різноманітних всеканадських бейсбольних висот.

## Історія створення
Перша молодіжна вінніпезька бейсбольна команда міського робітничого району Елмвуд, сформована в 1903 році, приєдналася до відкритої юнацької Манітобської Ліги в 1907 році, більшість бейсболістів тоді грали для молодшої та середньої вікової груп, яких засновано більш-менш одночасно — у 1908 році.
У 1924 році «джаєнтс» попали в організаторський пул по розвитку спорту й підготовки молоді та спортсменів, — а їх тренер, Скотті Олівер, перемагав у провінції з 1925 по 1927, щороку покоряючи постійних суперників «Брендонських марунів».

## Найвідоміші періоди
У молодшій лізі бейсбольний клуб Elmwood Giants — це один із головних у Манітобі в 50-х роках клуб — майже постійно перемагав у першості кожних п'ять років. Склалося так, що з 1946 по 1962 роки вони перемогли в п'яти фіналах ліги, — і ще грали разів вісім у фіналах.
У роках 1957-61 «Джаєнти», ставши чемпіонами, перемогли в трьох із п'яти фіналах. Проте в 1957 році в останній грі з «Колумбус клубом» вони втратили все. У 1958 і 1959 роках команда перемогла CUAC і програла в заключному поєдинку з Clombus Клуб в UB 1960. У часи сегрегації в США «гіганти» надавали змогу афроамериканським та латиноамериканським професійним гравцям пограти у їх командах: був це неабиякий престиж для клубів і ліг, у яких відбувалися ігри цих бейсболістів.
Вони перемогли Айзек Брок в 1961 році молодший складом. За цей період елмвудські юнаки виграли багато інших турнірів. Але їм часто доводиться виходити під вигаданими іменами, таких як Rathwell, щоб брати участь у цих турнірах. Після 1962 року команда перебивалася в нижчих лігах. Особливістю цих турнірів було те, що вони були частиною великої програми розвитку неповнолітнього спорту (зокрема в бейсболі) на початку 1950-х років, які були включені два бентамка, два карликових турніри і дві провінційні першості неповнолітніх. А «гігантам» тоді не вдалося попасти в командний пул, на який розраховували ці турніри.
Основні гравці, такі, як Кен Тресур, Рей Госкінс, Клінт Госкінс, Норман Рогоский і Кен Інграм зіграли ключову роль в здобутті чемпіонських титулів. Протягом цього часу, команди тренує Боб Сміт, Ель Тресур, Боб Рид, Майк Вачнюк, Рей Госкінс, Денніс Галфорд і Джордж Діллбур якості менеджера.
А от з 1977 року почалася сучасна епоха «Елмвуд Джаєнтс» — по сьогоднішній час. «Гіганти» були 4 рази в фіналах молодіжного чемпіонату провінції і 12 разів чемпіонами провінції Манітоба. А «Elmwood юніорів Giants» виграли три чемпіонати підряд у провінції Манітоба, серед юніорів, і після перемоги в 1978 році вони перейшли до фіналу Західної Prairie і виграли регіональний титул та змагалися в Національному чемпіонаті з Surrey, BC. У 1979 році після перемоги в Манітоба вони ввійшли в трійку найкращих в Західній Канаді, а в 1980 році, після чергової перемоги в Манітобі вони перейшли до фіналу Західної Канади і закінчили там другими.
Найвдаліший період цієї команди. Тренували їх тоді — Аль Кінлі, Боб Кінлі, Горд Мензес, Дейв Олсен та Бав Фішера.
Ключові гравці по всім трьом турнірам були Керрі Кенді, Ренді Ладобрук, Глен Хантер, Кен Джонсон, Джеррі Коллесович, Беррі Маклоски, Джим Патон, і Роджер Вейснер.

## Відомі гравці
- Боб Харві
- Том Паркер
- Террі Савчук
- Джон Вашингтон
- Соллі Дрейк
- Коррі Коскі
- Тревор Кідд
- Кері Кенді
- Білл Кінлі
- Террі Кірлін